# 廷氏刺鰍
廷氏刺鰍為輻鰭魚綱合鰓目刺鰍亞目刺鰍科的其中一種，分布於亞洲緬甸的薩爾溫江流域，體長可達37.7公分，棲息在底層水域，屬肉食性。